# 13928 Aaronrogers
13928 Aaronrogers eller 1987 UT är en asteroid i huvudbältet som upptäcktes den 26 oktober 1987 av den amerikanske astronomen Edward L.G. Bowell vid Anderson Mesa Station. Den är uppkallad efter matematikern Aaron Rogers.